# 荻堂貝塚
座標: 北緯26度17分34.4秒 東経127度47分55.3秒 / 北緯26.292889度 東経127.798694度
荻堂貝塚（おぎどうかいづか）は、沖縄県北中城村にある先史時代の貝塚遺跡。1972年（昭和47年）5月15日に国の史跡に指定された。

## 概要
沖縄本島東海岸の中城湾にのぞむ標高約140メートルの丘陵上に立地し、中城城近くの荻堂集落にある貝塚で、沖縄県では最古級の（2008年8月時点で更新されている可能性有り）琉球縄文土器時代前期の貝塚として有名である。
1919年（大正8年）に東京帝国大学によって発掘調査がなされている。貝層は厚いところで1.2メートルに達し、各種の南島産貝類、魚骨、獣骨のほかに、石器・土器・貝製品が出土している。土器では、先が二又になったヘラで描く平行線文・山形文・爪形文などの文様を描いた伊波・荻堂式のものが出土する。これらの文様は九州の曽畑式土器や千葉県興津貝塚の土器との類似性が注目され、本土の縄文時代後期に並行する。出土品は南島先史時代研究の標準資料となっている。